# Erik Expósito
Erik Alexander Expósito Hernández (Santa Cruz de Tenerife, 23 de junio de 1996) es un futbolista español que juega de delantero en el Al-Alhi de la de Liga de fútbol de Catar.

## Trayectoria
Expósito empezó a formarse como futbolista en clubes como el A. J. Unión La Paz, C. D. Verdellada, C. D. Paracuellos, Atlético Barranco Hondo y el A. D. M. Lorquí, hasta que finalmente se marchó a la disciplina del Málaga C. F.. En 2015 subió al equipo reserva, donde llegó a jugar un partido el 27 de septiembre de 2015 en un encuentro contra el Atarfe Industrial C. F. tras sustituir a Kuki Zalazar.
En el mercado invernal, el 2 de enero de 2016, se marchó en calidad de cedido al Rayo Cantabria hasta junio. Tras jugar 18 partidos y anotar seis goles, el 18 de julio se marchó a Las Palmas Atlético.El 26 de abril de 2017 hizo su debut con el primer equipo en La Liga en un encuentro contra el C. D. Leganés. La siguiente temporada alternó entre el filial y el primer equipo. Marcó su primer gol en Primera en Balaídos, donde había marcado su bisabuelo, Graciliano Luis, 90 años atrás el primer gol de dicho estadio.
Tras el descenso a segunda, para la temporada 2018-19 hizo la pretemporada con el primer equipo pero disputó el primer partido con el filial en Segunda B. Finalmente el 31 de agosto fue cedido por una temporada al Córdoba C. F. en Segunda División. Sin embargo la escasa participación en el club cordobés hizo que la U. D. Las Palmas decidiera recuperarlo para que ser incluido en la plantilla del filial en Segunda B.
Al finalizar su contrato con el club canario firmó por tres temporadas con el equipo polaco del Śląsk Wrocław de la Ekstraklasa. Tras cinco temporadas con el club polaco, donde se consagró como goleador,en julio de 2024 se fue libre al Al-Alhi de la de Liga de fútbol de Catar.

## Clubes
Actualizado a 18 de abril de 2025.
| Club                    | País    | Año       | Part. | Goles |
| ----------------------- | ------- | --------- | ----- | ----- |
| Club Atlético Malagueño | España  | 2015-2016 | 1     | 0     |
| Rayo Cantabria          | España  | 2016      | 18    | 6     |
| Las Palmas Atlético     | España  | 2016-2018 | 54    | 31    |
| U. D. Las Palmas        | España  | 2017-2018 | 12    | 1     |
| Córdoba C. F. (cedido)  | España  | 2018-2019 | 10    | 0     |
| Las Palmas Atlético     | España  | 2019      | 15    | 3     |
| Śląsk Wrocław           | Polonia | 2019-2024 | 164   | 58    |
| Al Alhi Sports Club     | Catar   | 2024-     | 23    | 8     |